# Бункер
Бункерът е военно отбранително съоръжение.
Обикновено бункерите се строят под земята, като изключение са само блокпостовете, които се изграждат над повърхността на земята. Бункери са строени и използвани интензивно по време на Първата и Втората световна война.
По време на Студената война са строени огромни масивни бункери, снабдени с инфраструктурно управление на военните и държавни структури с цел защита при евентуална ядрена война. В САЩ по онова време бункерите стават модерни, хората започват да строят подобни на бункери помещения за защита от ядрена атака.
Знаменити са построените бункери от американо-канадската система за въздушно предупреждение NORAD, включващи подземни съоръжения разположени в планината Шайен. Бункери са строени с отбранителни цели също в България (на границата с Турция), в Съветския съюз и особено в Албания – албанският комунистически лидер Енвер Ходжа осеял своята страна със стотици бункери.
- Български бункер край Охридското езеро
- Крайграничен бункер при с. Лесово
- Бункери в Драч, Албания